# Lancefieldella rimae
Lancefieldella rimae es una especie de bacteria grampositiva del género Lancefieldella. Fue descrita en el año 2018. Su etimología hace referencia a fisura. Anteriormente conocida como Atopobium rimae, que fue descrita en el 1992. También se le ha llamado Lactobacillus rimae. Es anaerobia estricta e inmóvil. Crece de forma individual, en parejas o cadenas cortas. Forma colonias convexas y traslúcidas. Temperatura de crecimiento óptima de 37 °C. Tiene un genoma de 1,63 Mpb y un contenido de G+C de 49,3%. Se ha aislado de muestras clínicas humanas diversas, originalmente de las crestas gingivales. 